# Axioma de Martin
En teoría de conjuntos, el axioma de Martin, introducido por Donald A. Martin y Robert M. Solovay,  es una afirmación que es independiente de los axiomas habituales de la teoría de conjuntos ZFC. La afirmación está implícita en la hipótesis del continuo, pero es consistente con ZFC y la negación de la hipótesis del continuo. Informalmente, dice que todos los cardinales menores que la cardinalidad del continuo, {\displaystyle {\mathfrak {c}}}, se comportan aproximadamente como {\displaystyle \aleph _{0}}. La intuición detrás de este hecho se puede entender estudiando la demostración del lema de Rasiowa-Sikorski. Es un principio que se utiliza para controlar ciertos argumentos de forcing .

## Enunciado
Para cualquier 𝛋 cardinal, considérese la siguiente afirmación:
MA(𝛋)Para cualquier orden parcial P que satisfaga la condición de cadena contable (en adelante ccc) y cualquier familia D de subconjuntos densos de P tal que |D| ≤ κ, hay un filtro F en P tal que F ∩ d no es vacío para cada d en D.
En este caso (para la aplicación de ccc), una anticadena es un subconjunto A de P tal que dos miembros distintos de A son incompatibles (se dice que dos elementos son compatibles si existe un elemento común debajo de ambos en el orden parcial). Esto difiere, por ejemplo, de la noción de anticadena en el contexto de árboles.
MA(ℵ0) es simplemente cierto: el lema de Rasiowa-Sikorski. MA(2ℵ0) es falso: [0, 1] es un separable compacto espacio de Hausdorff, y así (P, el poset de subconjuntos abiertos bajo inclusión, es) ccc. Pero ahora considere las siguientes dos familias size-2ℵ0=c de conjuntos densos en P: no x∈ [0, 1] es aislado, por lo que cada x define el subconjunto denso {S : x∉ S}.  Y cada r∈(0, 1], define el subconjunto denso {S : diam(S)<r}.  Las dos familias combinadas también son de tamaño c, y un filtro que cumpla ambas debe evitar simultáneamente todos los puntos de [0, 1] mientras contiene conjuntos de diámetro arbitrariamente pequeño.  Pero un filtro F que contenga conjuntos de diámetro arbitrariamente pequeño debe contener un punto en ⋂ F por compacidad.
El axioma de Martin es entonces que MA(κ) mantiene "el mayor tiempo posible":
Axioma de Martin (MA)Para cada  κ  < c, MA(κ) se cumple.

## Formas equivalentes de MA(κ)
Las siguientes afirmaciones son equivalentes a MA(κ):
- Si X es un espacio topológico compacto de Hausdorff que satisface la ccc entonces X no es la unión de κ o menos subconjuntos en ninguna parte densa.
- Si P es un ccc ascendente no vacío  poset e Y es una familia de subconjuntos cofinales de P con |Y| ≤ κ entonces hay un conjunto dirigido hacia arriba A tal que A cumple con cada elemento de Y.
- Sea A un álgebra de Boole ccc no trivial y F una familia de subconjuntos de A con |F| ≤ κ. Luego hay un homomorfismo booleano φ: A → Z/2Z tal que para cada X en F hay una a en X con φ(a) = 1 o hay un límite superior b para X con φ(b) = 0.

## Consecuencias
El axioma de Martin tiene una serie de otras consecuencias combinatorias, analíticas y topológicas interesantes:
- La unión de κ o menos conjunto nulos en una medida de Borel σ-finita sin átomo en un espacio polaco es nula. En particular, la unión  de κ o menos subconjuntos de R de medida de Lebesgue 0 también tiene medida de Lebesgue 0.
- Un espacio compacto de Hausdorff X con |X| < 2κ es secuencialmente compacto, es decir, cada secuencia tiene una subsecuencia convergente.
- Ningún ultrafiltro no principal en N tiene una base de cardinalidad < κ.
- Equivalentemente para cualquier  x en βN\N tenemos χ(x) ≥ κ, donde  χ  es el carácter de x, y así χ(  βN) ≥ κ.
- MA(ℵ1) implica que un producto de los espacios topológicos ccc es ccc (esto a su vez implica que no hay recta de Suslin).
- MA + ¬CH implica que existe un grupo de Whitehead que no es libre; Shelah usó esto para mostrar que el problema de Whitehead es independiente de ZFC.

## Desarrollo posterior
- El axioma de Martin tiene generalizaciones llamadas axioma de forzamiento adecuado y máximo de Martin.
- Sheldon W. Davis ha sugerido en su libro que el axioma de Martin está motivado por el teorema de la categoría de Baire. [2]